# Saint-Jean-de-la-Blaquière
Saint-Jean-de-la-Blaquière település Franciaországban, Hérault megyében. Lakosainak száma 695 fő (2022. január 1.). Saint-Jean-de-la-Blaquière Le Bosc, Saint-Guiraud, Saint-Privat, Saint-Saturnin-de-Lucian és Usclas-du-Bosc községekkel határos.

## Népesség
A település népessége az elmúlt években az alábbi módon változott:
| Lakosok száma | 300  | 263  | 338  | 469  | 657  | 639  | 627  | 634  | 654  | 695  |
|               | 1968 | 1982 | 1990 | 2006 | 2013 | 2015 | 2017 | 2019 | 2020 | 2022 |